# 6ª Divisione fucilieri motorizzata delle guardie
La 6ª Divisione fucilieri motorizzata delle guardie (in russo 6-я гвардейская мотострелковая дивизия?, unità militare 61150), fu una formazione meccanizzata dell'Armata Rossa, facente parte durante la Guerra fredda del Gruppo di forze sovietiche in Germania. Schierata nei pressi di Berlino, era una delle unità più efficienti e preparate delle forze sovietiche pronte al combattimento contro l'Alleanza Atlantica. Ebbe un ruolo importante soprattutto durante la Crisi di Berlino del 1961 quando i suoi carri armati fronteggiarono al Checkpoint Charlie i mezzi corazzati statunitensi, per proteggere l'invalicabilità del Muro di Berlino.
Trasformata nel 1985 in 90ª Divisione corazzata delle guardie, rimase in Germania fino allo scioglimento del Patto di Varsavia e al richiamo nel 1992 del Gruppo di forze sovietiche; rientrata nel territorio della Federazione Russa, la formazione è stata sciolta nel 2001.

## Storia
La 6ª Divisione motorizzata delle guardie discendeva direttamente dal famoso 6º Corpo meccanizzato delle guardie dell'Armata Rossa che aveva preso parte alla seconda guerra mondiale sul Fronte orientale combattendo nella 4ª Armata corazzata delle guardie, distinguendosi per combattività e potenza offensiva nelle ultime campagne di guerra in Ucraina, Polonia, Germania e Cecoslovacchia. Dopo la vittoria l'alto comando sovietico iniziò subito a riorganizzare le sue forze schierate in Germania orientale; molti reparti scelti rimasero sul posto ed entrarono a far parte del nuovo Gruppo di forze sovietiche in Germania, schierato per fronteggiare gli eserciti degli ex alleati occidentali con i quali era ormai iniziata la Guerra fredda. Il 6º Corpo meccanizzato delle guardie fu una delle unità che entrò a far parte del Gruppo di forze sovietico e assunse il nuovo nome di 6ª Divisione meccanizzata delle guardie.
La divisione rimase assegnata fino al 1957 alla 4ª Armata meccanizzata delle guardie schierata nella regione centrale della Repubblica Democratica Tedesca con posto di comando a Eberswalde; la 6ª Divisione meccanizzata delle guardie aveva il suo quartier generale a Bernau bei Berlin, ma nonostante la sua vicinanza da Berlino, non prese parte alle operazioni per sedare la rivolta operaia tedesca del 1953. Il 12 marzo 1957, il comando supremo delle forze terrestri sovietiche emanò la Direttiva O/1/243652 che stabilì la riorganizzazione della divisione e la sua nuova denominazione di 6ª Divisione motorizzata delle guardie sempre stanziata a Bernau; nel 1960 anche la 4ª Armata meccanizzata delle guardie cambiò denominazione e divenne la 20ª Armata delle guardie.

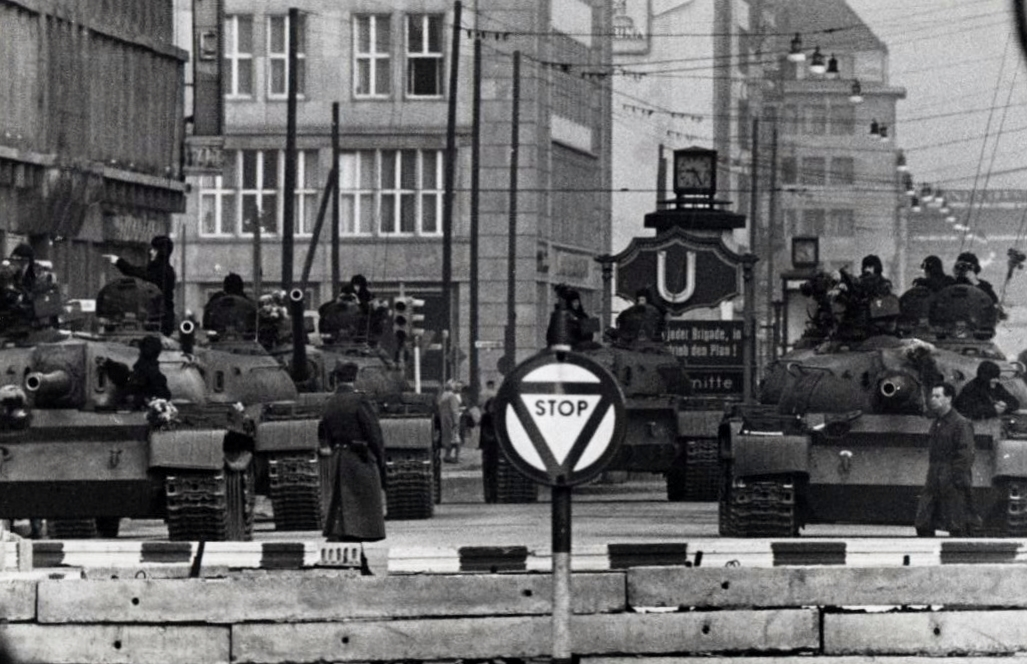
I carri della VII compagnia, III battaglione, 68º Reggimento carri delle guardie della 6ª Divisione motorizzata delle guardie schierati davanti al Checkpoint Charlie a Berlino il 27-28 ottobre 1961.

Le unità della 20ª Armata delle guardie erano schierate nell'area di Berlino e quindi furono coinvolte direttamente nei drammatici avvenimenti della crisi del 1961 che culminò nella improvvisa costruzione da parte delle autorità della Repubblica Democratica Tedesca del Muro di Berlino. La 6ª Divisione motorizzata delle guardie ricevette l'ordine di assicurare la sicurezza del settore orientale della vecchia capitale tedesca e quindi le truppe sovietiche rientrarono a Berlino Est per la prima volta dopo la sommossa del 1953. Il 13 agosto 1961 l'81º Reggimento motorizzato delle guardie, appartenente alla 6ª Divisione motorizzata, entrò nella città e cooperò con le autorità tedesco-orientali, garantendo la sicurezza militare durante le prime fasi della costruzione del muro. Il reggimento era di stanza a Karlshorst, nella immediata periferia di Berlino, e poté quindi agevolmente raggiungere le sue posizioni e collaborare con le formazioni di sicurezza della DDR. Le unità meccanizzate sovietiche rimasero in seconda linea, alcuni chilometri dietro le unità di sicurezza tedesco-orientali che edificarono effettivamente lo sbarramento; la 20ª Armata delle guardie doveva essere pronta ad intervenire nel caso in cui le forze militari occidentali presenti a Berlino Ovest, avessero tentato di interferire con le operazioni di costruzione.

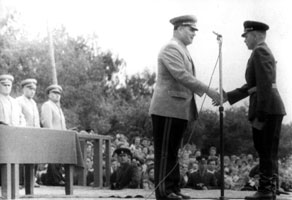
Il generale Ivan Jakubovskij incontra il maggiore Vasilij Mika, comandante del III battaglione carri del 68º Reggimento carri delle guardie della 6ª Divisione motorizzata delle guardie, dopo l'incidente del Checkpoint Charlie.

La situazione raggiunse il punto critico il 27-28 ottobre 1961; unità corazzate americane del 40º reggimento al comando del tenente colonnello Thomas Tyree giunsero vicinissime alla linea di demarcazione al Checkpoint Charlie, precedute da carri-bulldozer apparentemente decisi a demolire un tratto del muro in costruzione. Le autorità sovietiche decisero di reagire con la massima energia e la 6ª Divisione motorizzata delle guardie venne frettolosamente attivata per inviare forze corazzate sulla Friedrichstraße di fronte al Checkpoint Charlie e fronteggiare gli americani. Il III battaglione del maggiore Vasilij Âkovlevič Mika, appartenente al 68º Reggimento carri delle guardie del colonnello Sergeëv, giunse sul posto e i carri T-54/55 della VII compagnia del capitano Vojtčenko si schierarono davanti al Checkpoint Charlie con i cannoni puntati verso i mezzi corazzati americani distanti poche decine di metri. Per alcune ore la situazione apparve drammatica. La crisi venne superata il 28 ottobre 1961 dopo una serie di colloqui segreti al massimo livello; i carri sovietici della 6ª Divisione motorizzata delle guardie iniziarono per primi il movimento di ritirata subito seguiti dai mezzi corazzati americani che rinunciarono ad interferire ulteriormente sull'edificazione del muro.
Dopo la diminuzione della fortissima tensione tra le due superpotenze per i clamorosi sviluppi della situazione a Berlino, le unità della 6ª Divisione motorizzata delle guardie poterono gradualmente ritornare nei loro basi di schieramento: il 24 gennaio 1962 l'81º Reggimento motorizzato delle guardie venne di nuovo trasferito a Eberswalde, mentre nell'estate 1962 nella ex capitale tedesca venne costituita con tre battaglioni distaccati dalla divisione, la 6ª Brigata motorizzata che entrò a far parte della 20ª Armata delle guardie. Per rinforzare la guarnigione sovietica a Berlino Est, il comando sovietico formò anche il 10º battaglione carri a Furstenwalde che nel 1964 venne trasferito in città.
Nel periodo dal 13 maggio al 5 settembre 1968 la 6ª Divisione motorizzata delle guardie prese parte alla cosiddetta "operazione Danubio", l'invasione della Cecoslovacchia da parte del Patto di Varsavia per schiacciare la primavera di Praga che sembrava mettere in pericolo la solidità politico-militare del Blocco orientale. Durante l'operazione Danubio la divisione venne rinforzata dal 52º Reggimento carri delle guardie distaccato dalla 6ª Divisione corazzata delle guardie della 1ª Armata corazzata delle guardie, mentre il 68º Reggimento carri delle guardie rimase schierato a Berlino per sorvegliare il perimetro del muro intorno alla città. Il 20 agosto 1968 la 6ª Divisione motorizzata delle guardie ricevette gli ordini di marcia e quindi le unità meccanizzate superarono il confine di stato tra Repubblica Democratica Tedesca e Cecoslovacchia; il 21 agosto alle ore 06.00 i reparti dell'81º Reggimento motorizzato delle guardie arrivarono per primi alla periferia di Praga e completarono con pieno successo la loro missione nel quadro dell'operazione Danubio.
Il ministero della difesa dell'Unione Sovietica il 17 ottobre 1968 espresse, con il decreto n. 242, il pieno compiacimento e la gratitudine verso i reparti per il loro comportamento nei compiti operativi "per il dovere internazionale di aiutare i lavoratori della Cecoslovacchia nella lotta contro gli elementi controrivoluzionari" e per il valore e il coraggio dimostrati da tutto il personale della divisione.
Negli anni seguenti la 6ª Divisione motorizzata delle guardie rimase schierata in Germania con la 20ª Armata delle guardie del Gruppo di forze sovietiche e continuò ad addestrarsi intensamente in preparazione di eventuali complicazioni militari con le forze della NATO. Nel luglio 1983 la divisione ricevette la visita del famoso generale sovietico della Seconda guerra mondiale Dmitrij Danilovič Leljušenko, il vecchio comandante della 4ª Armata corazzata delle guardie del tempo di guerra, e in quel momento consigliere degli ispettori superiori del ministero della difesa.

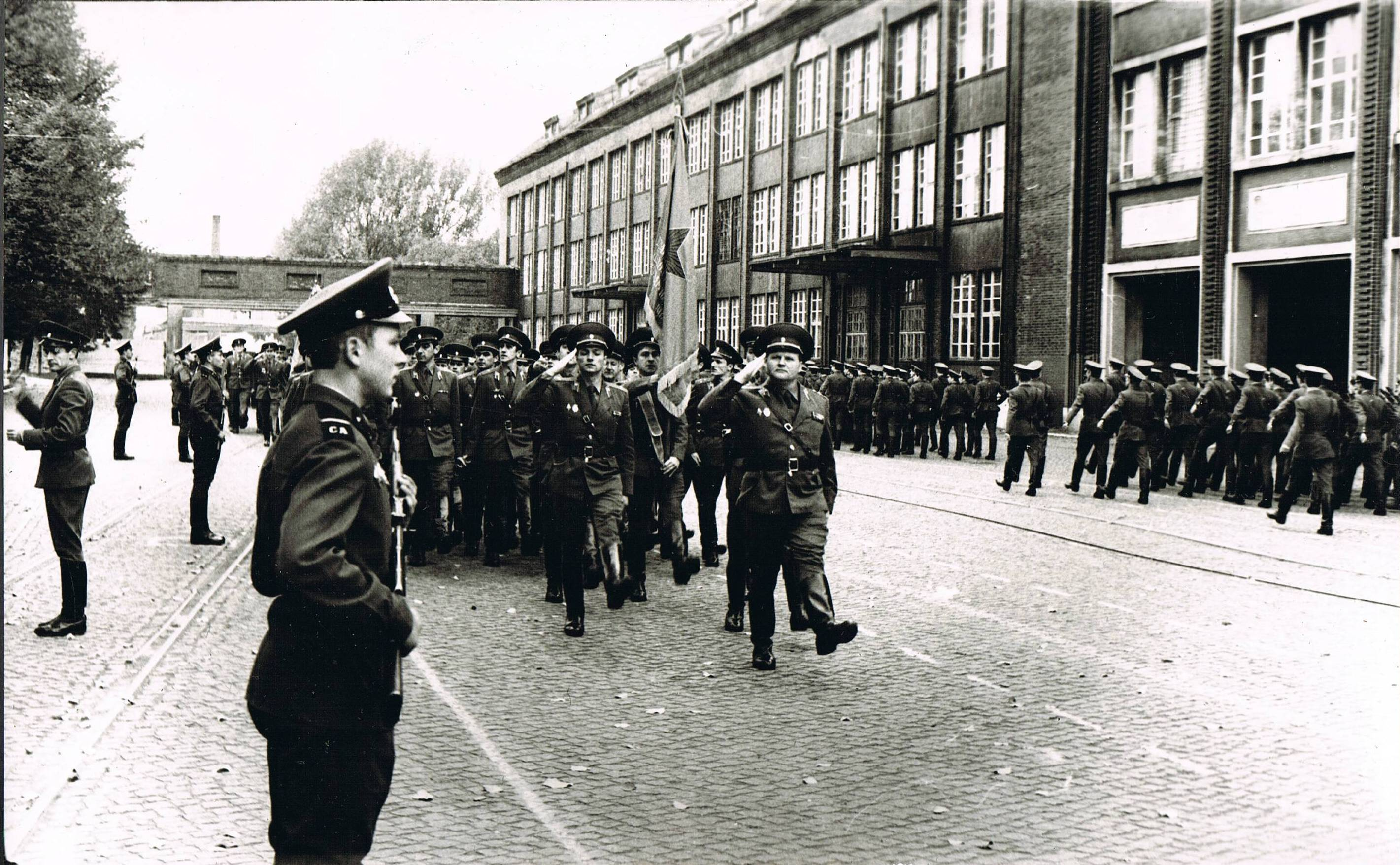
Un reparto della 6ª Divisione motorizzata delle guardie sfila in parata a Bernau bei Berlin nel 1985.

Nel 1985 l'alto comando sovietico procedette ad una riorganizzazione delle sue forze schierate in Germania; il ministero della difesa emise la direttiva n. 314/1/00900 del 4 dicembre 1984 mentre lo Stato Maggiore delle Forze Armate diramò la direttiva applicativa n. 314/3/0224 l'8 febbraio 1985; in essa si disponeva che la 6ª Divisione motorizzata delle guardie avrebbe cambiato denominazione e sarebbe stata ribattezzata 90ª Divisione corazzata delle guardie, mantenendo la stessa composizione organica e rimanendo assegnata alla 20ª Armata delle guardie. Una nuova 6ª Divisione motorizzata delle guardie sarebbe stata formata all'interno delle forze sovietiche schierate in Polonia a partire dalla preesistente 90ª Divisione corazzata, effettuando così uno scambio di numerazioni.
Negli anni seguenti la 90ª Divisione corazzata delle guardie modificò numerose volte il suo ordine di battaglia con l'arrivo di nuovi reparti e il trasferimento ad altre divisioni di alcune unità originarie. Nel maggio 1991, quando ormai era in corso il processo di ritirata dell'intero Gruppo di forze sovietiche in Germania, la divisione passò sotto il comando della 2ª Armata corazzata delle guardie. 
Nell'agosto 1992 anche la 90ª Divisione corazzata delle guardie abbandonò il territorio tedesco e rientrò in patria venendo trasferita nella regione di Samara a disposizione del Distretto militare del Volga. Tra il 14 dicembre 1994 e il 9 aprile 1995 un reggimento motorizzato della divisione prese parte alla prima guerra cecena. Durante la caotica fase di dissoluzione delle forze armate sovietiche e di riorganizzazione dei nuovi eserciti nazionali, la divisione venne praticamente disattivata e trasformata in una formazione logistica per la manutenzione e il deposito di armamenti; il 14 luglio 2001 anche questa unità logistica venne sciolta.
La 6ª Divisione motorizzata delle guardie e poi la 90ª Divisione corazzata delle guardie fecero parte delle unità di prima linea dell'Esercito sovietico durante tutto il periodo della Guerra fredda e conservarono per decenni le tradizioni e l'orgoglio del 6º Corpo meccanizzato delle guardie della seconda guerra mondiale. Esse nella loro denominazione ufficiale riportavano i riferimenti a L'vov (luogo di una famosa vittoria del 6º Corpo meccanizzato delle guardie nel 1944), all'Ordine della Bandiera rossa e all'Ordine di Lenin che erano state assegnate ai reparti per il loro valore.

## Ordine di battaglia
- 16º Reggimento motorizzato delle guardie a Bad Freienwalde
- 81º Reggimento motorizzato delle guardie a Eberswalde
- 82º Reggimento motorizzato delle guardie a Bernau bei Berlin
- 68º Reggimento carri delle guardie a Bernau bei Berlin
- 400º Reggimento artiglieria a Francoforte sull'Oder
- 288º Reggimento artiglieria antiaerea delle guardie a Bernau bei Berlin
- 10º Battaglione autonomo carri a Furstenwalde nel 1962, a Berlino dal 1964
- 30º Battaglione autonomo da ricognizione delle guardie a Bernau bei Berlin
- 465º Battaglione autonomo anticarro a Bernau bei Berlin
- 33º Battaglione autonomo comunicazioni delle guardie a Bernau bei Berlin
- 686º Battaglione autotrasporti
- 122º Battaglione autonomo del genio delle guardie a Furstenwalde
- 32º Battaglione autonomo logistico-manutenzione e recupero a Bernau bei Berlin
- 26º Battaglione autonomo sanitario a Bernau bei Berlin